# Capella Palatina (Aquisgrà)
La capella palatina d'Aquisgrà és una capella altomedieval del palau de Carlemany d'Aquisgrà, a l'Alemanya actual. Tot i que el palau ja no existeix, la capella se'n conservà i ara forma la part central de la Seu d'Aquisgrà. És el punt de referència més important d'Aquisgrà i un monument central del Renaixement carolingi. A la capella hi havia les restes de Carlemany. Més tard se n'apropiaren els otonians i les coronacions s'hi dugueren a terme de l'any 936 al 1531.
Com a part de la Seu d'Aquisgrà, la capella forma part del Patrimoni de la Humanitat de la Unesco.

## Història
Carlemany començà la construcció de la capella palatina al voltant de l'any 796. El 805 el papa Lleó III la consagrà. L'edifici té una capella en arc, central. A l'extrem est tenia un absis quadrat, i originàriament estava flanquejat per dues estructures basilicals, ara perdudes però conegudes per l'arqueologia. S'entra a la capella per un atri monumental. El pla i la decoració de l'edifici combinen elements clàssics, romans d'Orient i preromànics.
L'arquitecte responsable, Eudes de Metz, apareix en una inscripció del segle x a la cúpula: Insignem hanc dignitatis aulam Karolus caesar magnus instituit; egregius Odo magister explevit, Metensi fotus en urbs quiescit. No se'n sap res més. L'edifici té un exterior senzill i un interior complex, amb una cúpula octogonal de doble capa que reposa sobre molls de gran grandària, una elevació de dos pisos i un revestiment i una decoració elaborats.
Al 936, Otó I, el primer emperador del Sacre Imperi germànic, aprofità l'estreta associació de la capella amb Carlemany i hi celebrà la seua coronació com a rei d'Alemanya. Els emperadors romans continuaren sent coronats a la capella palatina fins al 1531. L'any 1000, en el que probablement fou una exposició simbòlica, Otó III col·locà la tomba de Carlemany a la capella i en reté homenatge a les restes. La tomba original era segurament un nínxol, després coneguda com la «Karlsmemorie», però fou destruïda el 1788.

## Estructura

Plànol de la Seu d'Aquisgrà amb la capella del palau de Carlemany ressaltada al centre

Hi ha un deambulatori de setze costats amb una galeria al capdamunt que envolta la cúpula octogonal central. El pla i la decoració tenen com a referència la basílica de Sant Vidal, de Ravenna, del segle vi. Carlemany visità Ravenna tres vegades, la primera al 787. En aquest any escrigué al papa Adrià I i li demanà «mosaics, marbres i altres materials de terres i parets» a Roma i Ravenna, per al seu palau.
L'edifici, que inclou voltes de canó, volta de Groin i una volta de clausura octogonal a la cúpula, reflecteix les pràctiques tardoromanes o preromàniques en lloc de les tècniques romanes d'Orient emprades a l'església de Sant Vidal, i el seu pla simplifica la geometria de l'edifici de Ravenna. Les plaques de marbre multicolor s'utilitzen per crear un sumptuós interior. La capella empra spolia antiga, possiblement de Ravenna —Eginard afirmà que n'eren de Roma i Ravenna—, així com materials tallats. La decoració de bronze és de gran qualitat, especialment les portes amb caps de lleons i les baranes interiors, amb columnes d'ordre corinti i fulles d'acant.
La cúpula estava decorada originàriament amb un fresc, i més tard amb mosaic. En el període barroc fou reemplaçat per estuc. El mosaic original s'hi reproduí al s. XIX amb la mateixa iconografia. Representa els vint-i-quatre ancians de l'Apocalipsi portant corones, dempeus al voltant de la base de la cúpula. Sobre l'altar principal i de cara al tron reial, hi ha una imatge de Crist apocalíptic. La galeria superior de la capella era l'espai reial amb una zona de tron.
L'entrada principal s'orienta cap a l'oest i compren la façana occidental. Inclou el vestíbul, habitacions en un o més nivells superiors i torres. L'addició de la portada a l'oest en les esglésies és una de les contribucions carolíngies a les tradicions arquitectòniques occidentals.

## Galeria d'imatges

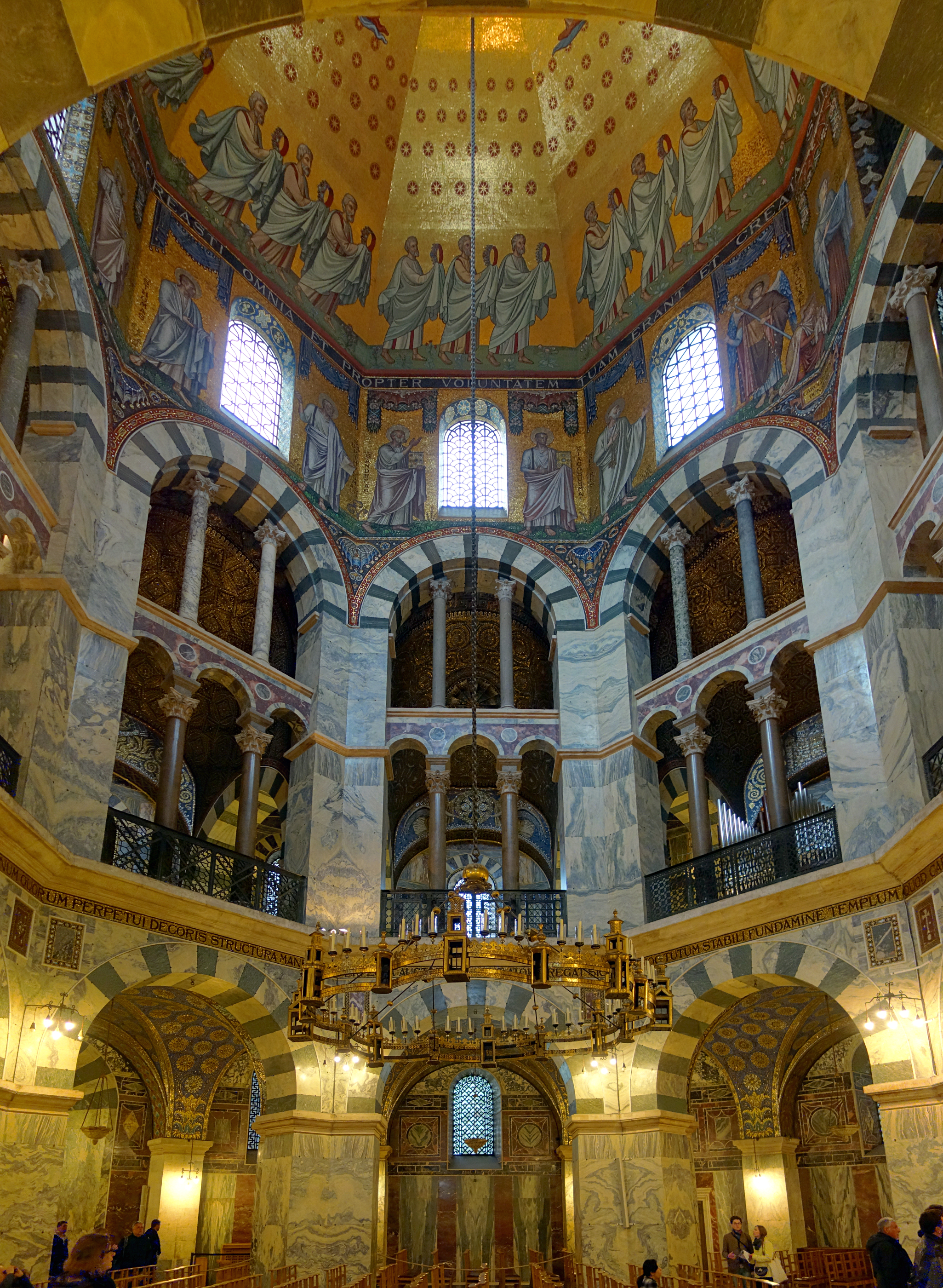
Vista interior
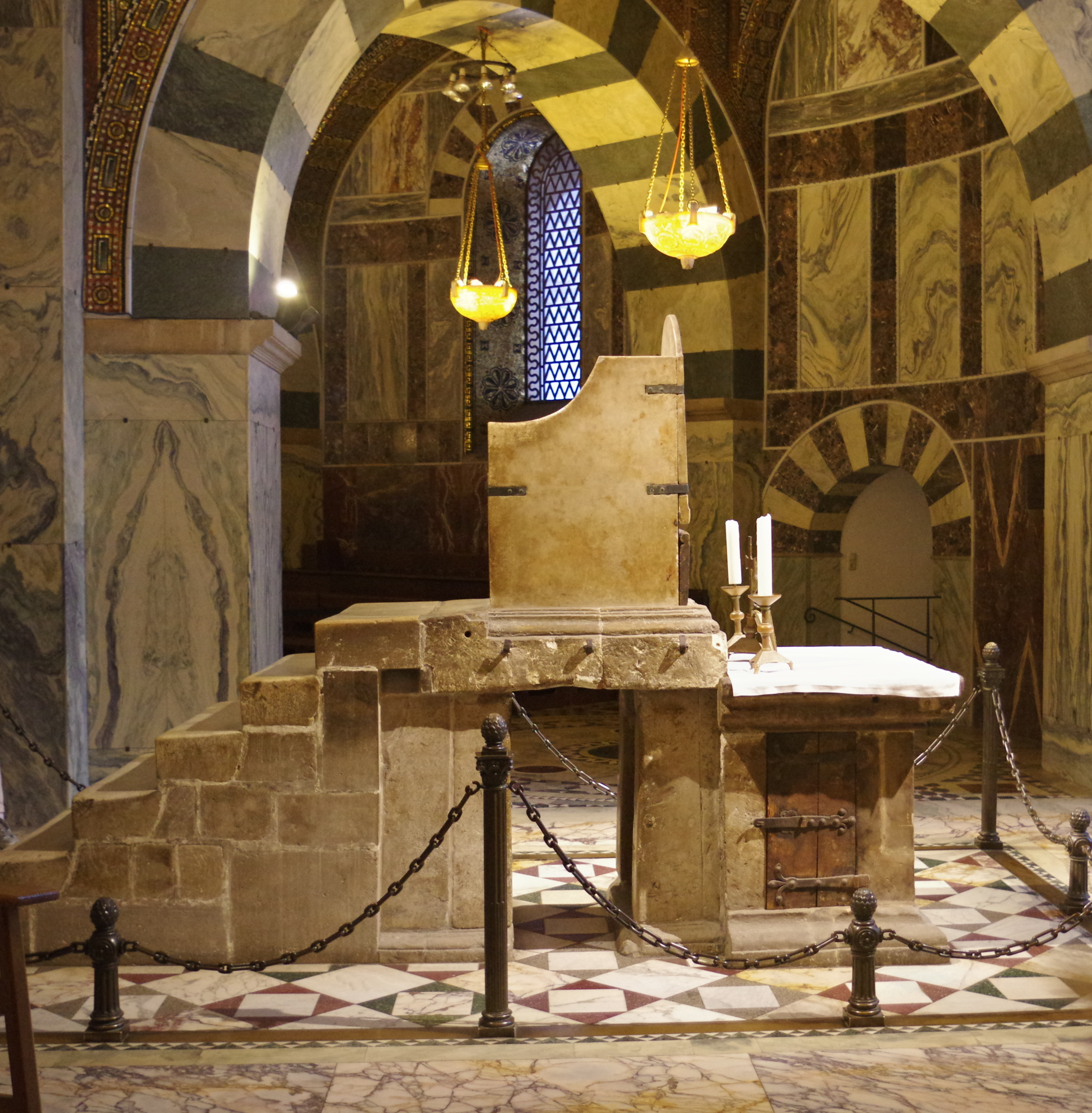
Tron de Carlemany a la capella del palau